# Quas Primas
Quas Primas — енцикліка папи Пія XI на тему царської гідності Ісуса Христа, проголошена 11 грудня 1925 року. Цією енциклікою папа встановив свято Христа Царя.